# Brewster (condado de Barnstable)
Brewster es un lugar designado por el censo ubicado en el condado de Barnstable en el estado estadounidense de Massachusetts. En el Censo de 2010 tenía una población de 2.000 habitantes y una densidad poblacional de 196,44 personas por km².

## Geografía
Brewster se encuentra ubicado en las coordenadas 41°45′39″N 70°4′13″O / 41.76083, -70.07028. Según la Oficina del Censo de los Estados Unidos, Brewster tiene una superficie total de 10.18 km², de la cual 10.03 km² corresponden a tierra firme y (1.48%) 0.15 km² es agua.

## Demografía
Según el censo de 2010, había 2.000 personas residiendo en Brewster. La densidad de población era de 196,44 hab./km². De los 2.000 habitantes, Brewster estaba compuesto por el 96.8% blancos, el 0.4% eran afroamericanos, el 0.25% eran amerindios, el 1.5% eran asiáticos, el 0% eran isleños del Pacífico, el 0.35% eran de otras razas y el 0.7% pertenecían a dos o más razas. Del total de la población el 1.2% eran hispanos o latinos de cualquier raza.